# Flughafen Genf

i7
i11
i13
Der Aéroport International de Genève (Markenname Genève Aéroport; ursprünglich Aéroport de Genève-Cointrin, IATA-Code: GVA, ICAO-Code: LSGG) ist der internationale Verkehrsflughafen von Genf und der zweitgrösste Flughafen der Schweiz. Der Flughafen befindet sich auf dem Gebiet der Gemeinde Le Grand-Saconnex und des Ortes Cointrin in der Gemeinde Meyrin.
Die wichtigsten Fluggesellschaften vor Ort sind die Billigfluggesellschaft EasyJet, die am Flughafen ein Drehkreuz betreibt, und die nationale schweizerische Fluggesellschaft Swiss. Der Flughafen profitiert von den zahlreichen in Genf ansässigen internationalen Organisationen, darunter die Vereinten Nationen (UNO) und die Internationale Rotkreuz- und Rothalbmond-Bewegung, und ist ein bedeutender Standort der VIP-Fliegerei. Unmittelbar östlich an den Flughafen grenzt das Genfer Messegelände Palexpo, in dem u. a. der Genfer Auto-Salon stattfand.
Zusammen mit den Flughäfen Zürich und Basel gehört er zu den drei sogenannten Landesflughäfen der Schweiz.

## Geschichte

Historisches Luftbild von Werner Friedli von 1968

### Standortsuche und erste Betriebsjahre
Das erste Fluggelände im Kanton Genf existierte auf dem Gebiet der Gemeinde Collex-Bossy. Ende 1910 erwarb der Club Suisse d’Aviation ein Gelände am Rande von Bossy und baute eine Graspiste und zwei Hangars. Die Inbetriebnahme erfolgte am 14. Juli 1911, als François Durafour von Avenches her kommend landete. Im Februar 1913 übernahm die Avion Genevois S.A. den Betrieb. Nach Ausbruch des Ersten Weltkriegs wurde die Piste aufgrund der Grenznähe kaum noch genutzt. Die zivile Fliegerei wich auf provisorische Pisten in Plan-les-Ouates und am Stadtrand von Genf (Saint-Georges und Vessy) aus. 1919 wollte der Grosse Rat des Kantons Genf das verwaiste Gelände in Collex-Bossy für den Bau eines Flugplatzes erwerben, sah aber aufgrund überrissener Preisforderungen davon ab. 1920 erwarb der Kanton stattdessen eine rund 1000 × 600 m grosse Fläche zwischen Cointrin und Meyrin.
Bis 1922 entstanden dort ein kleiner und zwei grössere Holzhangars sowie ein Administrationsgebäude mit Restaurant. Am 1. Juni 1922 nahm die Ad Astra Aero den Flugverkehr auf der Linie Genf–Dübendorf–Nürnberg/Fürth auf. 1930 flogen bereits sechs Gesellschaften mit sieben Linien Genf an, was vor allem auf die Rolle der Stadt als Sitz des Völkerbundes zurückzuführen ist. Bis 1931 wurden die Holzhangars durch Stahlkonstruktionen ersetzt. 1937 verfügte Genf-Cointrin über die erste Betonpiste der Schweiz; sie war 495 m lang und 21 m breit. Hinzu kamen asphaltierte Rollwege. Allerdings fehlte weiterhin ein geeignetes Abfertigungsgebäude. 1938 wies Genf die mit Abstand höchste Frachtmenge aller Schweizer Flugplätze auf.

### Schaffung vollendeter Tatsachen während des Krieges
1938/39 erwarb der Kanton grosszügig Grundstücke zur Erweiterung des Flughafens. Während die Entwicklung in anderen Schweizer Städten nach Beginn des Zweiten Weltkriegs stockte, nutzte Genf die vorübergehende Einstellung des zivilen Luftverkehrs dazu, grössere Ausbauarbeiten umzusetzen. Vorgesehen waren eine über 1 km lange Betonpiste, ein neues Stationsgebäude und sonstige Infrastrukturmassnahmen. Nach der Genehmigung durch das Eidgenössische Luftamt beantragte der Genfer Staatsrat im August 1940 einen Kredit von 4,96 Millionen Franken, den der Grosse Rat am 7. Mai 1941 bewilligte. Fünf Monate später begannen die Bauarbeiten. Diese mussten im Juli 1942 unterbrochen werden, als das Eidgenössische Kriegswirtschafts- und Arbeitsamt sämtliche Zementlieferungen sperrte. Nach Protest der Genfer Kantonsregierung wurden zwei Monate später 1000 Tonnen bewilligt, bis Frühjahr 1943 auch die restlichen 900 benötigten Tonnen.
Im Mai 1943 waren 800 m der Piste fertiggestellt, worauf der zuständige Staatsrat Louis Casaï weitere 1470 Tonnen Zement anforderte. Erneut sorgte das Kriegswirtschafts- und Arbeitsamt für eine Verzögerung, dieses Mal wegen des Mangels an Arbeitslosen. Casaï beklagte sich im August 1943 in einem offiziellen Protestschreiben, dass die Bundesbehörden Projekte in der Deutschschweiz bevorzugten, während Genf benachteiligt werde. Einen Monat später bewilligte das Amt die Zementlieferung doch noch, allerdings war bereits absehbar, dass die Piste für moderne Flugzeuge zu kurz sein würde. Der Grosse Rat genehmigte während der laufenden Bauarbeiten einen weiteren Kredit von 4 Millionen Franken. Bis November 1944 war die Piste auf 1200 × 50 m angewachsen und grundsätzlich benutzbar. Ebenfalls 1944 fand ein Architektenwettbewerb für das Abfertigungsgebäude statt. Den Zuschlag erhielt das Projekt von Jean-Marie Ellenberger und Jean Camoletti, doch die rasante Entwicklung der zivilen Luftfahrt machte mehrere Modifikationen notwendig. Aufgrund der Politik der Schaffung vollendeter Tatsachen hatte Genf bei Kriegsende einen ansehnlichen Vorsprung gegenüber anderen Schweizer Flugplätzen.

### Erster Interkontinentalflughafen der Schweiz
1945 beschloss der Bundesrat den weiteren Ausbau der Flughafenanlagen, da nur Genf in der unmittelbaren Nachkriegszeit den Anschluss der Schweiz an den weltweiten Luftverkehr herstellen konnte. Durch Bundesgelder subventioniert, wurde die Piste bis Juni 1946 auf 2000 m verlängert. Im selben Monat begannen die Arbeiten am Abfertigungsgebäude. Am 1. Oktober 1945 landete ausserplanmässig erstmals ein Interkontinentalflug in Genf, eine Douglas DC-4 der Trans World Airlines. Diese Gesellschaft nahm am 8. April 1946 die Fluglinie New York–Genf–Rom–Kairo in Betrieb, womit die Schweiz endgültig an den interkontinentalen Luftverkehr angeschlossen war. Die Swissair begnügte sich vorerst mit Flügen innerhalb Europas und nahm erst 1951 den interkontinentalen Verkehr ab Genf auf (Fluglinie nach New York).
Ohne die Zusage von Bundesgeldern abzuwarten, begann der Kanton Genf 1947 mit Bauarbeiten an weiteren Hochbauten. Erst 1948 beschloss die Bundesversammlung nachträglich eine Beteiligung von 11 Millionen Franken (bei Gesamtkosten von 37 Millionen). Die Hochbauten mitsamt Abfertigungsgebäude wurden im Rahmen eines internationalen Flugmeetings vom 20. bis 22. Mai 1949 eröffnet. In den Nachkriegsjahren zählte Genf-Cointrin die meisten Passagiere in der Schweiz; erst 1949 übernahm Zürich-Kloten die Spitzenposition. Bis 1953 war Genf auch im Frachtverkehr führend.

### Ausbau für Düsen- und Grossraumflugzeuge
Die raschen technologischen Fortschritte im Bereich der Düsenflugzeuge machten nach wenigen Jahren einen weiteren Ausbau des Flughafens erforderlich. Bei einer Pistenverlängerung nach Südwesten hätten die Bahnstrecke Lyon–Genf und eine Strasse verlegt sowie eine Fabrik abgerissen werden müssen. So blieb nur eine Verlängerung nach Nordosten, wo aber die schweizerisch-französische Staatsgrenze hineinragte. Im Oktober 1953 ersuchte der Genfer Staatsrat den Bundesrat, Verhandlungen mit Frankreich über einen Gebietsabtausch aufzunehmen. Ein binationaler Flughafen wie Basel-Mülhausen war explizit nicht erwünscht. Die Verhandlungen begannen im Mai 1955, wobei auf französischer Seite vor allem die direkt betroffene Gemeinde Ferney-Voltaire Widerstand leistete. Schliesslich einigte man sich auf einen Abtausch von 40 Hektaren. Der entsprechende Staatsvertrag wurde am 25. April 1956 unterzeichnet und zu Beginn des Jahres 1958 ratifiziert. Frankreich erhielt dafür einen eigenen Sektor auf dem Flughafengelände und eine daran anschliessende Zollfreistrasse.

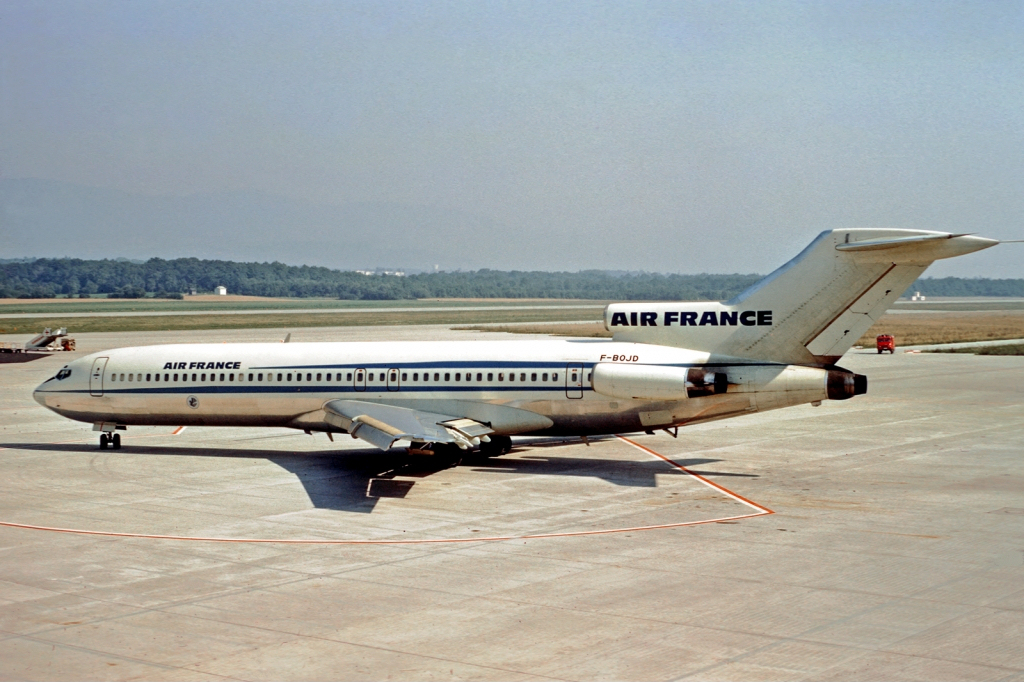
Boeing 727 der Air France (1968)

Ohne die Ratifikation des Staatsvertrages oder die Zustimmung der eidgenössischen Räte abzuwarten, begann der Kanton Genf mit dem Ausbau der Piste, die im Winter 1956/57 eine Länge von 2500 m erreichte. Obwohl erneut vollendete Tatsachen geschaffen worden waren, stimmten National- und Ständerat im September 1957 dem Bundesbeitrag von 32,306 Millionen Franken zu (bei Gesamtkosten von 95,609 Millionen). Im Sommer 1960 erreichte die Piste ihre vorgesehene Länge von 3900 m. Im August 1962 stellte der Kanton Genf ein 193,662 Millionen Franken teures Ausbauprojekt für die Hochbauten vor, woraufhin National- und Ständerat im März 1963 den Bundesbeitrag auf 52,045 Millionen erhöhten. Am 17. Mai 1968 wurde das neue Abfertigungsgebäude eingeweiht, das auf 5 Millionen Passagiere jährlich ausgerichtet war.
Ende der 1960er-Jahre rückte die Fluglärmproblematik immer stärker ins Bewusstsein der Bevölkerung. Der Genfer Staatsrat verfolgte nun eine weitaus vorsichtigere Strategie und verzichtete bewusst auf die Planung einer Parallelpiste. Stattdessen beschränkte er sich auf die Verbesserung der bereits bestehenden Infrastruktur. 1970 stimmte der Grosse Rat einem entsprechenden Kreditbegehren zu, kürzte aber den Betrag. Gegen diesen Beschluss wurde erfolgreich das Referendum ergriffen. Die kantonale Volksabstimmung von 7. Februar 1971 ergab eine hauchdünne Ja-Mehrheit von 229 Stimmen. Ein Jahr später sprachen die eidgenössischen Räte einen Beitrag von weiteren 33,741 Millionen. Mit den knapp über 100 Millionen, die zur Verfügung standen, wurden die Rollwege, der Flugsteig und das Abfertigungsgebäude für Grossraumflugzeuge ausgebaut. Ebenso entstanden ein Gebäude für die allgemeine Luftfahrt und zwei Hochbauten der Swissair.

### Weitere Verbesserungen

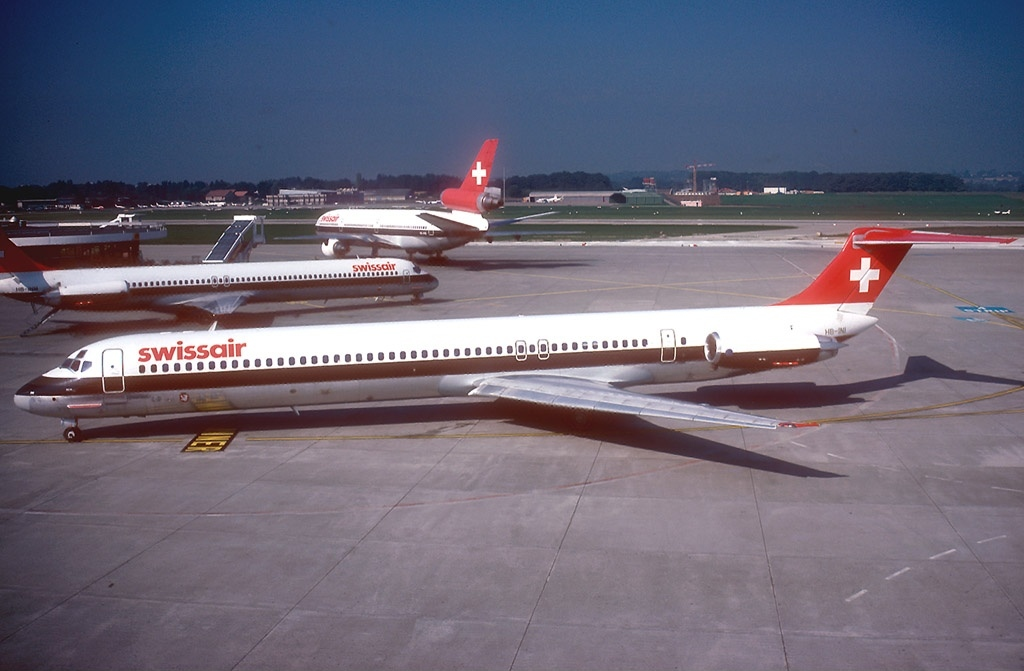
MD-81 der Swissair (1986)

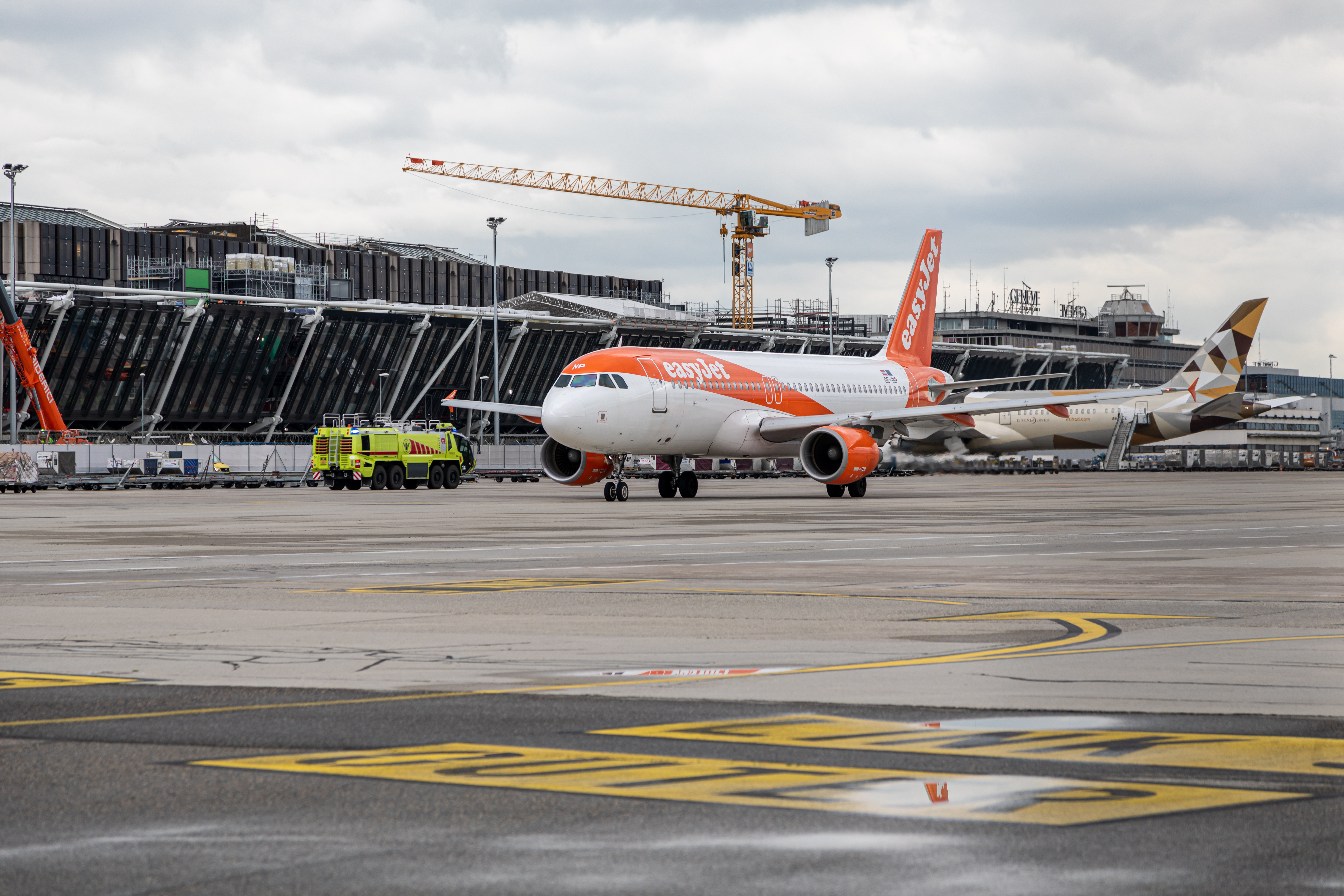
Bauarbeiten am neuen Ostflügel (links)

1980 veröffentlichte das Bundesamt für Zivilluftfahrt ein neues Flugplatzkonzept, das jenes von 1945 ablöste. Im Vordergrund stand nun der qualitative Ausbau, unter Berücksichtigung von Raumplanungs- und Umweltschutzüberlegungen. Basierend auf diesem Konzept bewilligten die eidgenössischen Räte das «Bauprogramm 1981–1985». Die Bauvorhaben im Flughafen Genf waren mit Gesamtkosten von 360,85 Millionen veranschlagt, wovon der Bund 58,15 Millionen übernehmen würde. Vorgesehen waren ein neues Frachtgebäude, neue Hangars und verschiedene technische Verbesserungen. Zusätzlich bewilligten die eidgenössischen Räte im Juni 1980 den Anschluss an das Eisenbahnnetz mitsamt einem Flughafenbahnhof. Die Kosten für den Bahnbau wurden auf 189 Millionen veranschlagt, 1983 mussten jedoch wegen markanter Kostensteigerungen weitere 37,6 Millionen bewilligt werden. Der Bahnhof Genève Aéroport wurde am 31. Mai 1987 eröffnet, das gesamte Ausbauprogramm war 1989 abgeschlossen.
Seit seiner Eröffnung war der Flughafen direkt vom Verkehrsdepartement der Genfer Kantonsverwaltung geführt worden. Dies änderte sich mit einem vom Kantonsparlament beschlossenen Gesetz: Seit dem 1. Januar 1994 ist der Flughafen ein autonomer öffentlicher Betrieb mit Verwaltungsrat und Geschäftsleitung. 1997 hat der Flughafen Genf schadstoffabhängige Landegebühren eingeführt, mit dem Ziel die Emissionen aus dem Luftverkehr zu senken. Von 2007 bis 2015 wurde ein Masterplan für den weiteren Ausbau des Flughafens umgesetzt. Das Projekt «T1+» vergrösserte die Gesamtfläche des Flughafens um 40 %. Die Bauarbeiten umfassten hauptsächlich einen neuen Ankunftsbereich, die Modernisierung und Vergrösserung des Check-in-Bereichs und die Schaffung einer zentralisierten Sicherheitskontrolle; hinzu kamen eine Gastronomiezone und ein Einkaufsbereich. Im November 2014 begann die Umsetzung der zweiten Etappe des Masterplans, der Ausbau des Ostflügels zur Abfertigung von Interkontinentalflügen.

## Anlagen

### Terminals
Der Flughafen Genf hat zwei Terminals, T1 und T2. Der Hauptterminal 1 ist in fünf Fluggastbereiche eingeteilt (A, B, C, D und F). Alle Gates im Bereich A sind Schengen-Gates, ebenso einige im Bereich D. Die übrigen sind für Flugziele ausserhalb des Schengenraums.
Der bisherige Pier C war eine eigentlich provisorische Lösung aus dem Jahr 1975, um drei Grossraumflugzeuge abzufertigen. 2012 beschloss der Flughafen, diesen durch das neue Projekt «Ostflügel» (Aile Est) zu ersetzen. Dieser neue Pier verfügt über Stellplätze für sechs Grossraumflugzeuge sowie ökologisch zeitgemässe Gebäudetechnik und wurde im Dezember 2021 dem Verkehr übergeben.

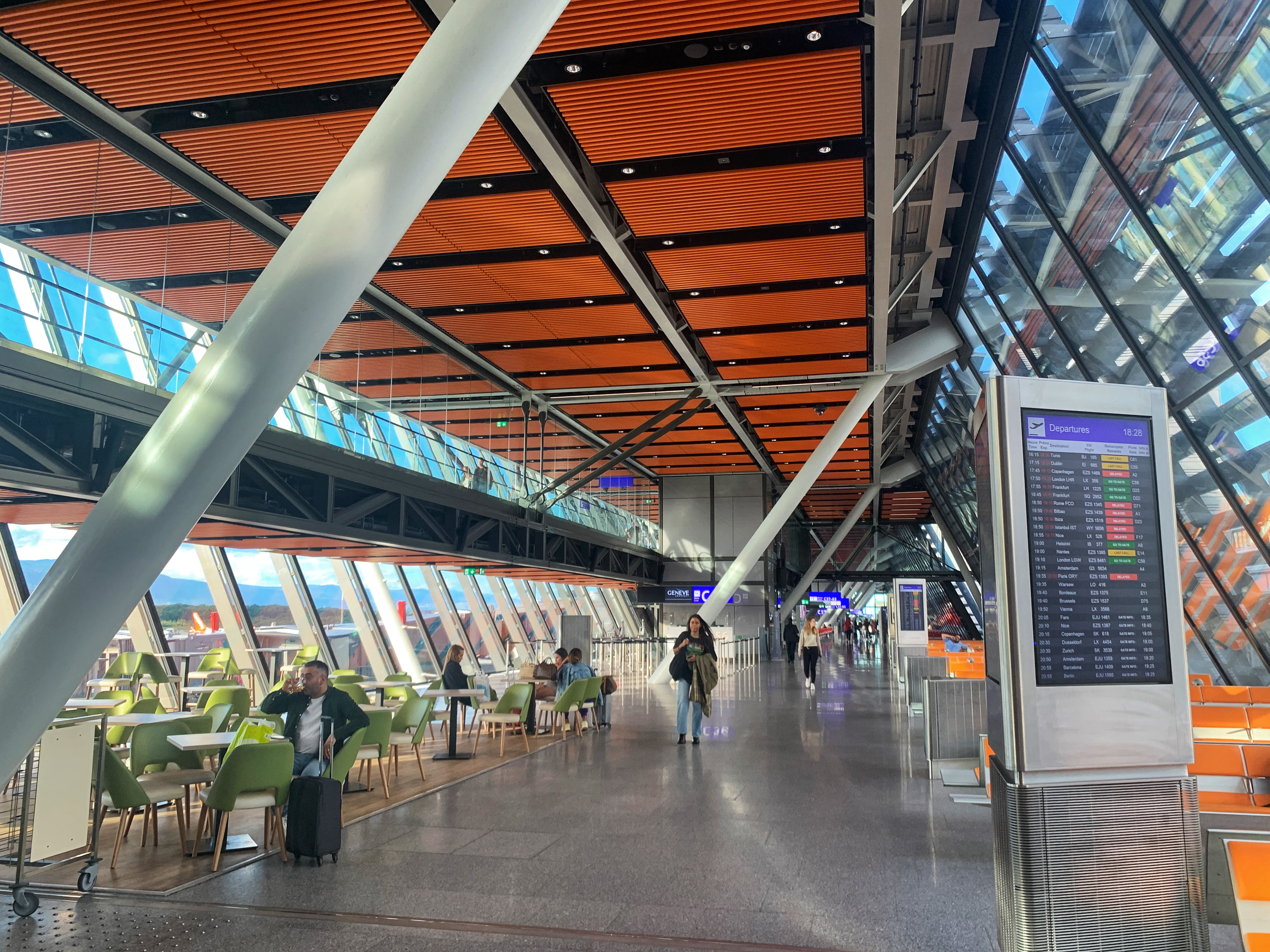
Das neue Terminal «Aile Est» für die Nicht-Schengen-Flüge

Der Nebenterminal T2 wird nur während der Wintersaison für Charterflüge verwendet. Dabei handelt es sich um den ursprünglichen Terminal des Flughafens Genf aus dem Jahr 1949. Die Einrichtungen im Terminal T2 sind bescheiden. Passagiere werden hier lediglich eingecheckt und anschliessend per Bus zum Hauptterminal gefahren. Die Flughafengesellschaft wollte T2 zum Low-Cost-Terminal ausbauen, doch drohten mehrere Fluggesellschaften mit dem Wegzug aus Genf, da EasyJet aufgrund der geringeren Gebühren eindeutig bevorteilt gewesen wäre. Die weitere Zukunft von T2 ist ungewiss.

### Start- und Landebahnen
Die Start- und Landebahn 04/22 ist 3900 m lang und 50 m breit. Sie hat eine Kapazität von knapp 40 Flügen pro Stunde. Parallel dazu verläuft eine Graspiste für Leichtflugzeuge, die 823 m lang und 30 m breit ist.

### Sonstiges
Die Internationale Luftverkehrs-Vereinigung IATA unterhält in Genf eine für die gesamte Schweiz zuständige Vertretung. Ebenso war der Flughafen bis 2010 der Hauptsitz des Airports Council International.

### Besonderheiten

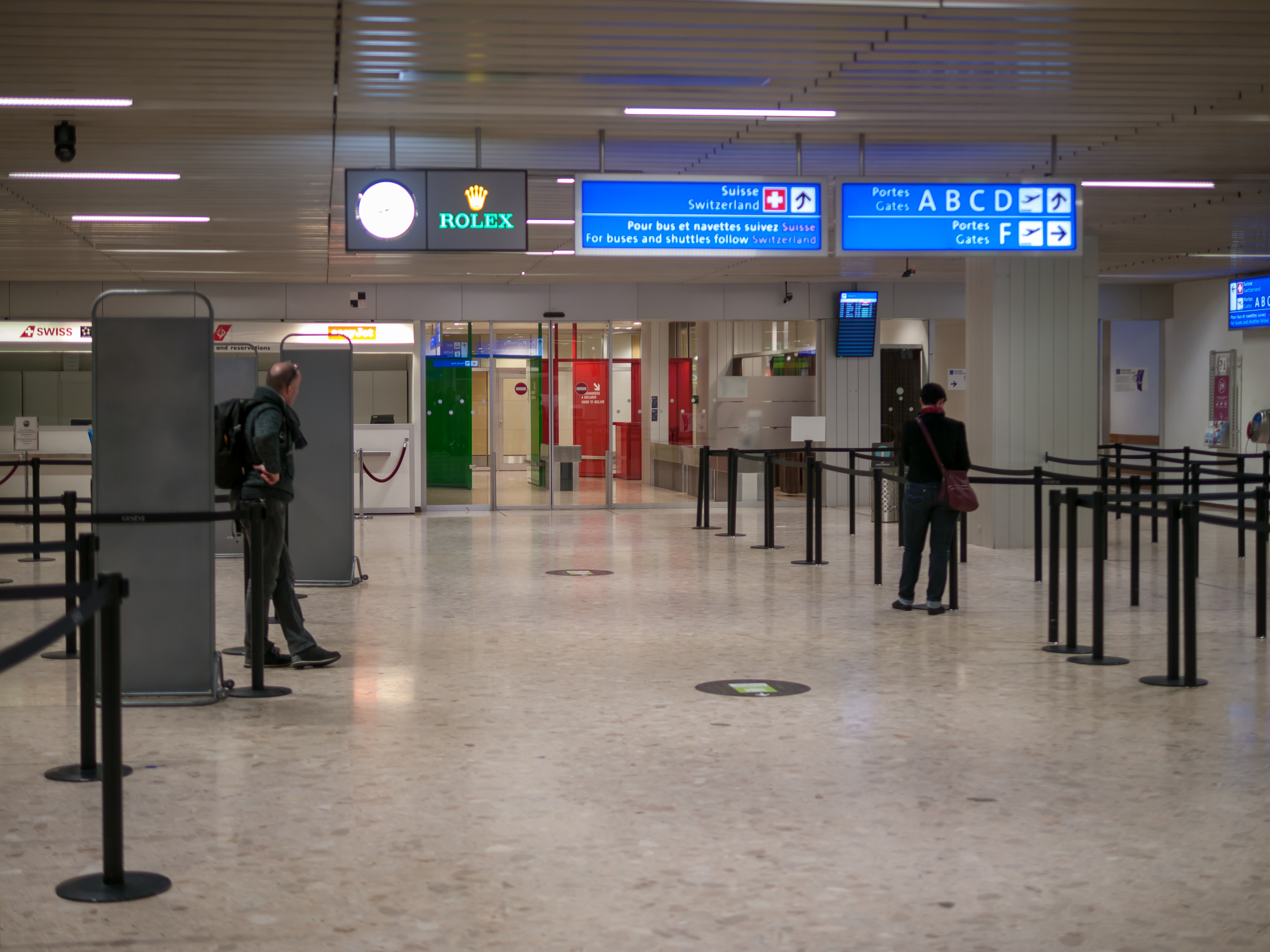
Französischer Sektor mit Zollkontrollstelle

Vor dem Beitritt der Schweiz zum Schengener Abkommen im Jahr 2008 wurde der Fluggastbereich F ausschliesslich von Fluggästen genutzt, die aus Frankreich hierher kamen oder dorthin unterwegs waren. Er besitzt sechs Gates, davon zwei mit Fluggastbrücken. Dieser französische Sektor ist ein Resultat eines Staatsvertrages von 1958. Von der Gemeinde Ferney-Voltaire aus ist er über einen Strassentunnel mit anschliessender Zollfreistrasse erreichbar. Auf diese Weise können Personen aus der benachbarten Region Pays de Gex den Schweizer Zoll vermeiden. Der französische Sektor existiert weiterhin, um Waren von und nach Frankreich zu bringen, doch wurden Pass- und Einwanderungskontrolle im Rahmen des Schengen-Abkommens aufgegeben.

## Ziele
Im Sommer 2018 waren vom Flughafen Genf 123 Ziele direkt erreichbar. Von diesen liegen 102 in Europa und 21 auf anderen Kontinenten. Zu den wichtigsten Flugzielen in Europa gehört Berlin.

## Verkehrsanbindung

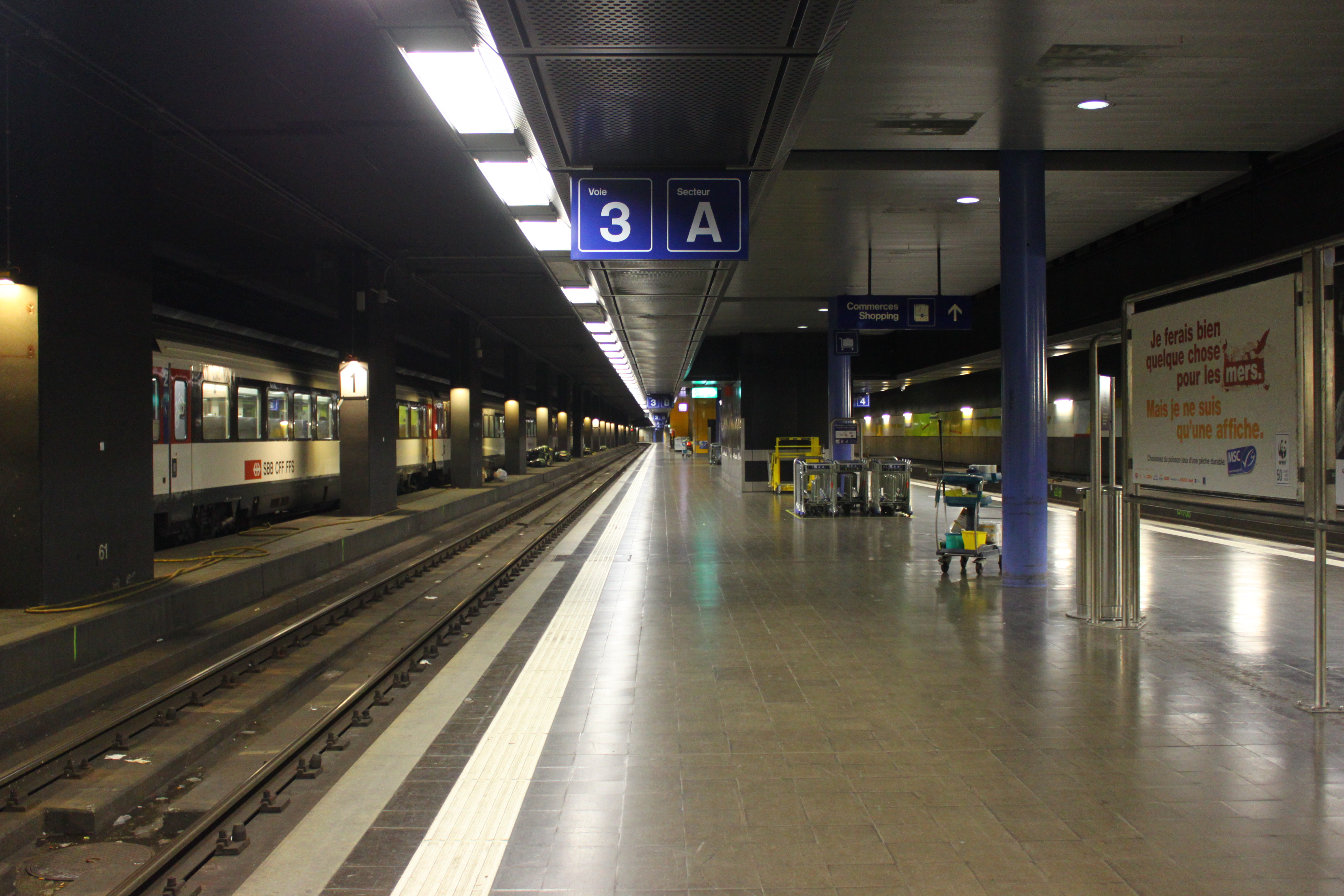
Flughafenbahnhof

Erreichbar ist der Flughafen über die Autobahn A1 und überregionale Verbindungsstrassen. Wichtigster Zugang für den öffentlichen Verkehr ist der im Jahr 1987 eröffnete Flughafenbahnhof. Vom unterirdischen Bahnhof Genève Aéroport aus verkehren Züge zum Genfer Bahnhof Genève-Cornavin und zu den wichtigsten Schweizer Städten. Das Genfer Nahverkehrsunternehmen Transports publics genevois erschliesst den Flughafen mit mehreren Buslinien, darunter die Trolleybuslinie 10. Hinzu kommen die Linie Y in die französischen Gemeinden Ferney-Voltaire und Thoiry sowie ein Fernbus nach Annecy.

## Zwischenfälle
- Am 3. November 1950 wurde eine Lockheed L-749 Constellation der Air India (Luftfahrzeugkennzeichen VT-CQP) im Sinkflug auf den Flughafen Genf in den Mont Blanc, Frankreich, geflogen und zerschellte. Die Maschine befand sich auf dem Flug von Bombay über Kairo und Genf nach London. Alle 48 Insassen wurden getötet (siehe Air-India-Flug 245).[25]

- Am 24. Januar 1966 kam es zu einer weitgehenden Wiederholung dieses Unfalls. Eine Boeing 707-437 der Air India (VT-DMN) war auf dem Weg von Bombay nach New York. Im Sinkflug zur geplanten Zwischenlandung in Genf wurde sie in den Mont Blanc, Frankreich, geflogen und zerschellte ca. 60 m unterhalb des Gipfels an einem Felsgrat. Alle 117 Personen an Bord (106 Passagiere und 11 Besatzungsmitglieder) wurden dabei getötet (siehe Air-India-Flug 101).[26]

- Am 17. Oktober 1982 berührte eine Boeing 707-366C der Egypt Air (Kennzeichen SU-APE) kurz vor der Landebahn den Boden, prallte ab, schlitterte seitwärts über den linken Pistenrand, drehte sich um 270 Grad und rutschte rückwärts. Der rechte Flügel wurde abgetrennt, und es brach ein Feuer aus, das von der Flughafenfeuerwehr rasch gelöscht werden konnte. Das Flugzeug war ein Totalschaden, doch alle 172 Passagiere und zehn Besatzungsmitglieder überlebten.[27]

## Statistik
Die nachfolgende Tabelle zeigt die Entwicklung der Passagierzahlen (ab 2000 auch Frachtmenge und Flugbewegungen).
| Jahr | Passagiere | Fracht in t | Flugbewegungen |
| ---- | ---------- | ----------- | -------------- |
| 1946 | 65'716     |             |                |
| 1950 | 196'382    |             |                |
| 1955 | 441'153    |             |                |
| 1960 | 854'562    |             |                |
| 1965 | 1'473'182  |             |                |
| 1970 | 2'752'630  |             |                |
| 1975 | 3'713'721  |             |                |
| 1980 | 4'539'303  |             |                |
| 1985 | 5'150'596  |             |                |
| 1990 | 5'973'564  |             |                |
| 2000 | 7'826'303  | 68'604      | 170'751        |
| 2005 | 9'410'917  | 59'314      | 170'936        |
| 2010 | 11'880'397 | 67'238      | 177'400        |
| 2014 | 15'152'928 | 72'540      | 187'597        |
| 2015 | 15'772'081 | 65'074      | 188'829        |
| 2016 | 16'532'690 | 69'296      | 189'840        |
| 2017 | 17'351'816 | 88'971      | 190'778        |
| 2018 | 17'667'035 | 95'270      | 187'162        |
| 2019 | 17'926'625 | 84'927      | 186'043        |
| 2020 | 5'600'895  | 52'835      | 86'354         |
| 2021 | 5'923'036  | 59'462      | 99'249         |
| 2022 | 14'085'282 | 70'566      | 163'168        |

## Klima
Die Jahresmitteltemperatur für die Normalperiode 1991–2020 beträgt 11,0 °C, wobei im Januar mit 2,1 °C die kältesten und im Juli mit 20,6 °C die wärmsten Monatsmitteltemperaturen gemessen werden. Im Mittel sind hier rund 73 Frosttage und 7 Eistage zu erwarten. Sommertage gibt es im Jahresmittel rund 64, während normalerweise 17 bis 18 Hitzetage zu verzeichnen sind. Die Wetterstation von MeteoSchweiz liegt auf einer Höhe von 411 m ü. M.
Die höchste je in Genf gemessene Temperatur betrug 39,7 Grad Celsius (7. Juli 2015). Dies ist gleichzeitig auch der höchste je auf der Alpennordseite gemessene Wert.
|                        | Jan  | Feb  | Mär  | Apr  | Mai  | Jun  | Jul  | Aug  | Sep  | Okt  | Nov | Dez  |   |       |
| Mittl. Temperatur (°C) | 2,1  | 2,9  | 6,7  | 10,5 | 14,5 | 18,4 | 20,6 | 20,0 | 15,7 | 11,3 | 6,0 | 2,8  | ⌀ | 11    |
| Mittl. Tagesmax. (°C)  | 5,1  | 7,0  | 11,8 | 15,9 | 20,1 | 24,2 | 26,7 | 26,2 | 21,1 | 15,5 | 9,3 | 5,6  | ⌀ | 15,8  |
| Mittl. Tagesmin. (°C)  | −1,1 | −1,1 | 1,7  | 5,0  | 9,1  | 12,7 | 14,6 | 14,2 | 10,7 | 7,2  | 2,6 | −0,2 | ⌀ | 6,3   |
|                        |      |      |      |      |      |      |      |      |      |      |     |      |   |       |
| Niederschlag (mm)      | 73   | 56   | 62   | 67   | 79   | 83   | 79   | 81   | 91   | 97   | 89  | 90   | Σ | 947   |
|                        |      |      |      |      |      |      |      |      |      |      |     |      |   |       |
| Sonnenstunden (h/d)    | 2,0  | 3,4  | 5,2  | 6,2  | 6,8  | 8,2  | 8,7  | 7,8  | 6,1  | 3,7  | 2,2 | 1,5  | ⌀ | 5,2   |
|                        |      |      |      |      |      |      |      |      |      |      |     |      |   |       |
| Regentage (d)          | 9,5  | 7,9  | 8,2  | 8,6  | 10,2 | 9,1  | 8,1  | 7,8  | 8,3  | 9,7  | 9,9 | 10,3 | Σ | 107,6 |
|                        |      |      |      |      |      |      |      |      |      |      |     |      |   |       |
| Luftfeuchtigkeit (%)   | 81   | 75   | 68   | 65   | 68   | 66   | 64   | 67   | 73   | 80   | 82  | 82   | ⌀ | 72,6  |

| −1,1 |

| −1,1 |

| 1,7 |

| 5,0 |

| 9,1 |

| 12,7 |

| 14,6 |

| 14,2 |

| 10,7 |

| 7,2 |

| 2,6 |

| −0,2 |

| −1,1 |

| −1,1 |

| 1,7 |

| 5,0 |

| 9,1 |

| 12,7 |

| 14,6 |

| 14,2 |

| 10,7 |

| 7,2 |

| 2,6 |

| −0,2 |

## Sonstiges
Mehrere Wirtschaftsverbände haben den Verein AERIA+ gegründet, der sich der Förderung des Genfer Flughafens widmet. Dazu gehören unter anderem die Fédération des entreprises romandes Genève, das Centre patronal sowie die Handelskammern von Waadt und Genf.